# Palazzo Custoza

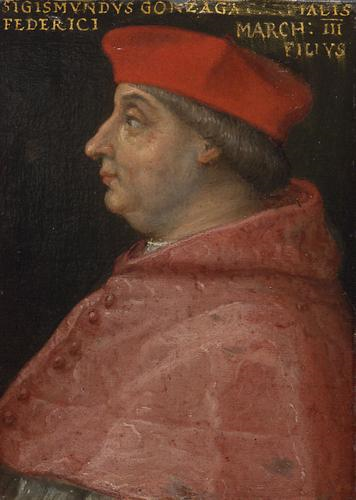
Ritratto del cardinale Sigismondo Gonzaga

Palazzo Custoza (o corte di Marengo) è uno storico edificio situato in Marengo, frazione del comune di Marmirolo, in provincia di Mantova.

## Storia
La costruzione è inserita in una corte di proprietà dei monaci dell'abbazia di San Benedetto in Polirone fin dall'XI secolo. Agli inizi del XV secolo venne concessa a Guido Gonzaga, canonico della cattedrale di Mantova e abate commendatario di San Benedetto.
Il palazzo padronale venne fatto edificare, inglobando precedenti edifici, agli inizi del Cinquecento dal cardinale Sigismondo Gonzaga, mentre ricopriva la carica di preposito dell'abbazia di San Benedetto Po e divenne in seguito la sua residenza estiva.
L'edificio, dotato di ampi giardini e di una ghiacciaia, appartenne alla nobile famiglia Custoza.